# Grube Unbestrittener Fund
Die Grube Unbestrittener Fund ist eine ehemalige Braunkohlegrube des Bensberger Erzreviers in Bergisch Gladbach. Das Gelände gehört zum Stadtteil Heidkamp.

## Geschichte
Der Grubensteiger Christian Fassbender aus Altenbrück mutete das Grubenfeld Unbestrittener Fund am 13. November 1850 im Auftrag des Grubensteigers Gottlieb Schmidt aus Bensberg. An Schmidt ging sodann der Mutschein vom 17. November 1850. Nach der Feldesbesichtigung vom 2. April 1851 erhielten beide die Verleihungsurkunde am 10. November 1851. Es folgten Fristungen, die ab 1862 auf unbestimmte Zeit genehmigt wurden.

## Betrieb
Über Bergbautätigkeiten ist nur wenig bekannt. Auf einem Situationsplan vom 14. Februar 1868 sieht man westlich der Bensberger Straße im rechten Uferbereich des Scheidbaches im gestrichelten Feld das Wort „Braunkohlen Grube“. Hier ist offenbar irgendwann mit der Förderung von Braunkohle begonnen worden, wie sich aus der Verhandlungsniederschrift des nachfolgend beschriebenen Verfahrens ergibt. Man wollte im Jahr 1865 die Bautätigkeiten auf das nördlich gelegene Grundstück ausdehnen, das sich aus dem Situationsplan ergibt. Besonders wollte man hier eine Dampfmaschine zur Entwässerung des Tagebaus aufstellen. Das Grundstück gehörte dem Papierfabrikanten Carl August Koch von der Kieppemühle, der einen höheren Verkaufspreis erzielen wollte, weil die Fläche als Gartenland und für Bauzwecke genutzt werden könne. Man konnte sich nicht einigen; daher kam es am 7. April 1868 zum „Expropriationsverfahren“ (Enteignungsverfahren). An der Verhandlung nahmen u. a. teil Carl August Koch als Eigentümer des Grundstücks, Theodor Zimmermann als Repräsentant der Grube Unbestrittener Fund und der Bürgermeister August Clostermann als Kommissar der Königlichen Regierung zu Cöln. Man einigte sich darauf, dass Zimmermann an Koch für die Nutzung einer Fläche von etwa 1 ½ Morgen 250 Taler zu zahlen habe. Außerdem wurde Koch das Rückkaufsrecht eingeräumt, wenn die Bergbautätigkeiten beendet seien. Mit diesem Ergebnis einigte man sich gütlich.

## Lage und Relikte
Das Grubenfeld Unbestrittener Fund grenzte im Westen an die Straße An der Eiche und im Osten an die Braunkohlenstraße. Nördlich grenzte es an die Heidkamper Straße und im Süden an den Scheidbach. Zwischen der Wohnbebauung Heidkamper Straße und dem Scheidbach sieht man noch Vertiefungen und Halden, die auf den alten Braunkohlentagebau zurückzuführen sind.